# Плате (Німеччина)
Плате (нім. Plate) — громада в Німеччині, розташована в землі Мекленбург-Передня Померанія. Входить до складу району Людвігслуст-Пархім. Складова частина об'єднання громад Кріфіц.
Площа — 22,05 км2. Населення становить 3324 ос. (станом на 31 грудня 2020).